# Maria del Carme Miralles i Guasch
Carme Miralles i Guasch (Reus, 14 de maig de 1961) és catedràtica de Geografia Urbana de la  Universitat Autònoma de Barcelona. És especialista en l'àmbit de la mobilitat i la planificació territorials. A la UAB ha estat directora del Departament de Geografia, sotsdirectora i coordinadora del Màster de l’ICTA i vicerectora de Campus, Sostenibilitat i Territori.
Durant el seu mandat com a vicerectora va crear l’Espai SiS (Campus Saludable i Sostenible), un entorn guanyat al trànsit per a l’ús i gaudi dels estudiants. Lidera el   Grup d'Estudis de Mobilitat, Transports i Territori, en el qual ha dirigit i gestionat diversos projectes competitius nacionals i internacionals. També  col·labora amb les escoles d’arquitectura de la Universitat Catòlica de Xile i de la Universitat de Guadalajara de Mèxic.
És sòcia numerària de la Societat Catalana de Geografia; el 1991 presentà al Primer Congrés Català de Geografia la comunicació La política de transport i de transformació urbana: una reflexió entorn el cas de París, publicada a les Actes del Congrés. Ha fet estudis sobre la xarxa viària i de ferrocarril per a l'Institut d'Estudis Regionals i Metropolitans de Barcelona. Políticament, ha estat regidora del PSC-PSOE per Reus i diputada per la província de Tarragona a les eleccions generals espanyoles de 2000, quan Pasqual Maragall era president de la Generalitat de Catalunya.

## Obres
- Transport i ciutat: reflexió sobre la Barcelona contemporània (1997)
- Ciudad y transporte. El binomio imperfecto (Ariel, 2002) Premi Joan Sardà de la Revista Econòmica de Catalunya